# 勐瓦水电站
勐瓦水电站（英語：Mongwa Hydropower Plant）是一座位于缅甸掸邦东部第四特区东北部南垒河下游河段的水电站。该水电站采用河床式开发，枢纽布置主要由左岸非溢流坝段、电站进水口坝段、泄洪冲沙坝段、右岸非溢流坝段、发电厂房及开敞式开关站等建筑物组成。